# Happy Wheels
Happy Wheels este un joc pentru browser de tip ragdoll creat de Jim Bonacci în 2010. Jocul este cunoscut pentru violența și conținutul generat zilnic de utilizatori. Acesta are mai multe personaje jucabile, care folosesc vehicule diferite, în încercarea de a ajunge la capătul nivelului. Alte obiective sunt colecționarea de monede, dar sunt și nivele care nu au nici un obiectiv, fiind făcute doar pentru a distruge personajul.
Printre personajele care pot fi selectate în majoritatea nivelelor se numără tipul pe Segway, tipul în scaunul cu rotile, tatăl iresponsabil (și mama iresponsabilă) de pe bicicletă, cuplul de pe moped, omul de pe mașina de tuns iarba, exploratorul din vagonul de miner, Moș Crăciun cu spiridușii pe post de reni și omul elicopter.

## Dezvoltare
Dezvoltatorul de jocuri indie Jim Bonacci, care a fost programatorul și designerul jocului, a început să lucreze la el în 2006. Bonacci a declarat că s-a inspirat din alte jocuri flash de tip ragdoll; prietenul și fostul său șef, Alec Cove, a făcut un motor de joc pentru flash, care l-a ajutat în conceperea jocului „În timp ce îmi pierdeam vremea cu el, am creat un tip într-un scaun cu rotile pe un deal care cădea încontinuu la vale. M-am gândit că este comic și stupid, așa că am continuat să lucrez la el. Trebuia să fie un joc mic, dar curând a devenit activitatea mea principală”.
Varianta întreagă a Happy Wheels este disponibilă doar pe site-ul oficial al lui Bonacci, cu alte variante limitate cu puține hărți alese fiind existente pe alte site-uri. Jocul permite și salvarea de reluări. Există mai mult de șase milioane de hărți generate de comunitate. Este un joc popular printre gamerii de pe Youtube, printre care și PewDiePie. În prezent, alături de Bonacci se mai ocupă de joc doar Jason Schymick.
La 30 septembrie 2014, Schymick a anunțat că jocul va fi portat pe iOS și Android, fără a anunța însă data lansării. Jocul a fost lansat în cele din urmă pentru iOS la data de 2 august 2015, și a atins prima poziție în clasamentul jocurilor gratuite pentru iOS.

## Recenzii
Happy Wheels a primit în general recenzii pozitive. Este recomandat de GameSetWatch.com și considerat unul din „cele mai bune jocuri gratuite” de către IGN. Editorul de nivele și hărțile generate de utilizatori au fost și ele apreciate de critici. Natura violentă a jocului este considerată comică; un critic susține că „Cu siguranță îți va fi greu să joci Happy Wheels și să nu râzi de felurile ridicole în care personajul tău este sfârtecat în bucăți.”

## Personaje
Un personaj este o entitate interactivă pe care jucătorul o controlează în timpul nivelelor în Happy Wheels. Majoritatea personajelor au o abilitate specială care este folosită pentru anumite scopuri, cum ar fi Tipul în scaunul cu rotile (Wheelchair Guy) cu abilitatea lui să accelereze cu ajutorul jet-ului lui sau abilitatea Tipului cu segway-ul lui de a sări cu el. Personajele pot să se și detașeze de la vehiculele lor, permițându-le să fie controlați independent față de vehiculul lor; tasta principală pentru asta e Z. Când personajul moare, jucătorul nu-l mai poate controla. Camera din joc va urmări personajul, dar dacă aceste e zdrobit, camera va urmări inima lui. În acest moment există 16 tipuri de personaje și 11 vehicule pe care le poate conduce personajul; toate pot fi accesate în editorul de nivele al jocului.

## Personajele care există în acest moment
- Tipul în scaunul cu rotile (Wheelchair Guy)
- Tipul cu segway-ul (Segway Guy)
- Tatăl iresponsabil (Irrespponsible Dad)
- Cumpărătoarea efectivă (Effective Shopper)
- Cuplul pe moped (Moped Couple)
- Omul care taie iarba (Lawnmower Man)
- Tipul explorator (Explorer Guy)
- Moș Crăciun (Santa Claus)
- Omul cu bățul pogo (Pogostick Man)
- Mama iresponsabilă (Irresponsible Mom)
- Omul cu elicopterul (Helicopter Man)

## Legături externe
- Site oficial
- Happy Wheels la Internet Movie Database
- Happy Wheels Wiki